# ريج دوغلاس
ريج دوغلاس (بالإنجليزية: Reg Douglas) هو مجدف نيوزيلندي، ولد في 19 أبريل 1930 في أوكلاند في نيوزيلندا.

## وصلات خارجية
- ريج دوغلاس على موقع الاتحاد الدولي للتجديف (الإنجليزية)
- ريج دوغلاس على موقع اللجنة الأولمبية الدولية (الإنجليزية)
- ريج دوغلاس على موقع أوليمبيديا (الإنجليزية)
- ريج دوغلاس على موقع اللجنة الأولمبية النيوزيلندية (الإنجليزية)